# Barchov (ort i Tjeckien, lat 50,20, long 15,57)
Barchov är en ort i Tjeckien. Den ligger i den centrala delen av landet, 80 km öster om huvudstaden Prag. Barchov ligger 242 meter över havet och antalet invånare är 233.
Terrängen runt Barchov är platt. Runt Barchov är det ganska tätbefolkat, med 75 invånare per kvadratkilometer. Närmaste större samhälle är Hradec Králové, 18,9 km öster om Barchov. Trakten runt Barchov består till största delen av jordbruksmark.